# قله پترمن
قله پترمن (به لاتین: Petermann Peak) یک نوناتاک و کوه در گرینلند است که در پارک ملی شمال شرق گرینلند واقع شده‌است. قله پترمن ۲٬۹۴۳ متر بالاتر از سطح دریا واقع شده‌است.